# Epicauta ennsi
Epicauta ennsi là một loài bọ cánh cứng trong họ Meloidae. Loài này được Werner miêu tả khoa học năm 1957.